# 兴隆县站
兴隆县站，位于中华人民共和国河北省承德市兴隆县兴隆镇，是京承铁路上的火车站，始建于1959年，由北京铁路局承德车务段管辖。该站距北京站155公里，距承德站101公里，等级为三等站。

## 車站周邊
- 兴隆县公安局雾灵山自然保护区分局
- 兴隆骨伤医院

## 歷史
- 建于1959年。

## 外部連結
- 中国铁路客户服务中心 （页面存档备份，存于）